# Pyrausta obfuscata
Pyrausta obfuscata — вид лускокрилих комах родини вогнівок-трав'янок (Crambidae).

## Поширення
Вид поширений в Європі. Присутній у фауні України.

## Спосіб життя
Метелики літають у липні-серпні. Активні вдень. Трапляються на сухих луках. Личинки живляться листям оману блошиного (Inula conyzae).